# Ultimomondo
ultimomondo war ein Luxemburger Literaturverlag mit Sitz in Sandweiler.

## Geschichte
Der Verlag wurde am 9. August 2000 in Nospelt gegründet. Gründungsmitglieder waren die Luxemburger Autoren Guy Rewenig und Roger Manderscheid sowie Michel Dimmer, Micheline Scheuren und Paul Thiltges. Micheline Scheuren übernahm die administrative Leitung, während Michel Dimmer die technische Leitung innehatte. 2008 wurde der Sitz des Verlags nach Sandweiler verlegt und Monique Sauber-Rewenig wurde administrative Verlagsleiterin. 
Roger Manderscheid und Guy Rewenig zeichneten für das literarische Programm verantwortlich. Paul Thiltges war Marketing-Beauftragter, und die Grafiker Michel Dimmer und Pat Wengler besorgten die Buchgestaltung.
2014 ist der Betrieb eingestellt worden.

## Tour de Lüx
Der ultimomondo Verlag feierte 2009/2010 sein zehnjähriges Bestehen mit einer einjährigen Tournée durch Luxemburg und den deutschsprachigen Raum.

## Programm
Der Verlag veröffentlicht pro Jahr durchschnittlich vier bis sechs neue Titel in vier Kategorien:
- ultimomondo, Literatur für Erwachsene
- pockolibri, Literatur für Erwachsene
- Datscharitschi, Kinderbuchserie
- Kalabu, Hörbücher für Kinder

## Autoren
- Jean Back
- Lucien Blau
- Nico Graf
- François Guillaume (Pseudonym von Frank Wilhelm)
- Nico Helminger
- Irma Krauß
- Carine Krecké
- Roger Manderscheid
- Tania Naskandy (Pseudonym von Guy Rewenig)
- Guy Rewenig
- Jay Schiltz
- Sandra Schmit
- Guy W. Stoos (Karikaturen)
- Michèle Thoma